# 阎海旺
阎海旺（1939年9月—），河南郑州人。中华人民共和国政治人物。

## 生平
早年毕业于哈尔滨建筑工程学院。1978年，担任甘肃省第一建筑工程局二公司经理。1987年，担任甘肃省副省长。1989年，担任中共甘肃省委副书记。1993年1月，升任中共甘肃省委副书记、甘肃省省长。同年9月任中共甘肃省委书记。1998年，担任中国人民银行副行长。1998年6月—2003年3月担任中共中央金融工作委员会副书记。